# St. Johannes Evangelist (Pfronten)

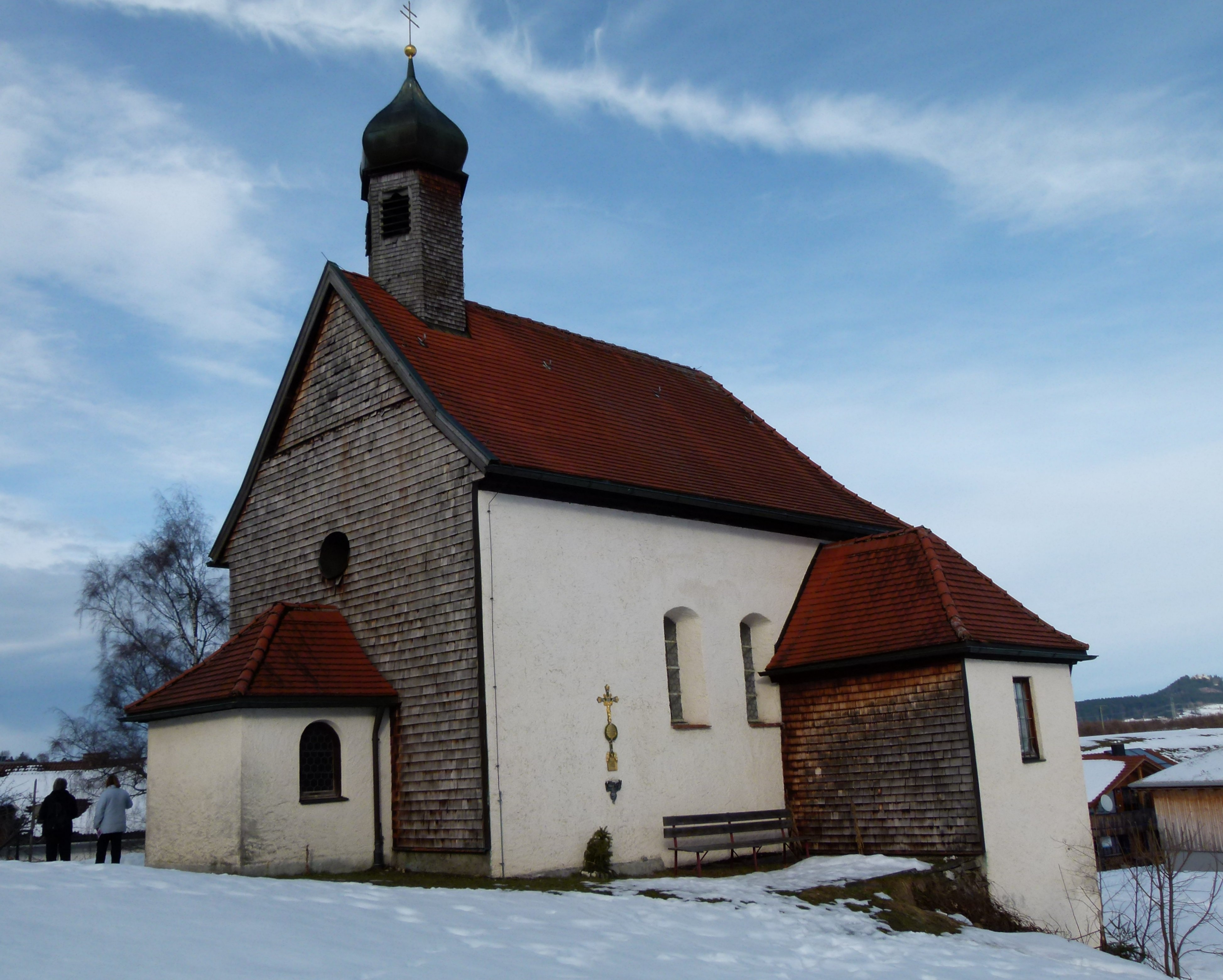
Winteransicht der Kirche St. Johannes Evangelist

St. Johannes Evangelist ist das Gotteshaus der Pfrontener Ortsteile Röfleuten und Halden. Es ist eine Filiale der Pfarrkirche St. Nikolaus in Pfronten-Berg.

## Geschichte
Die Kapelle ist nach der Überlieferung das jüngste der Pfrontener Gotteshäuser. Der Augsburger Bischof und Bistumshistoriker Anton Steichele berichtet, dass die Kapelle um 1710 erbaut wurde. Zu ihrer Unterhaltung hätten die Röfleuter und Haldener 100 Gulden gestiftet und weitere 50 Gulden der Dekan Bartholomäus Ruf zu Oberdorf. Ein Detail dazu gibt der Pfrontener Chronist Liborius Scholz an: Für den Bau des Kirchleins im Jahre 1702 habe ein Bartholomäus Roth von Röfleuten (Hausname: „Götze“) den nötigen Baugrund gestiftet.

## Baubeschreibung
An das rechteckige Langhaus schließt sich östlich ein dreiseitiger Chorraum an. Auf der Südseite ist eine kleine Sakristei angebaut. Über dem westlichen Eingang sitzt auf dem First ein achteckiger Dachreiter mit einer Zwiebelhaube. Das Schiff hat zwei Joche, das östliche mit zwei Fensterachsen. Eine weitere Achse im Chor ist durch einen eingezogenen runden Chorbogen abgesetzt. Die beiden tonnengewölbten Joche im Schiff haben kreuzgratförmig verbundene Kappen. Alle Fenster sind Stichbogenfenster.
Eine Restaurierung fand 1937 statt, 1964 wurde westlich ein Vorzeichen angebaut. Ihr derzeitiges Aussehen erhielt die Kapelle bei einer umfangreichen Renovierung 1973.

## Ausstattung

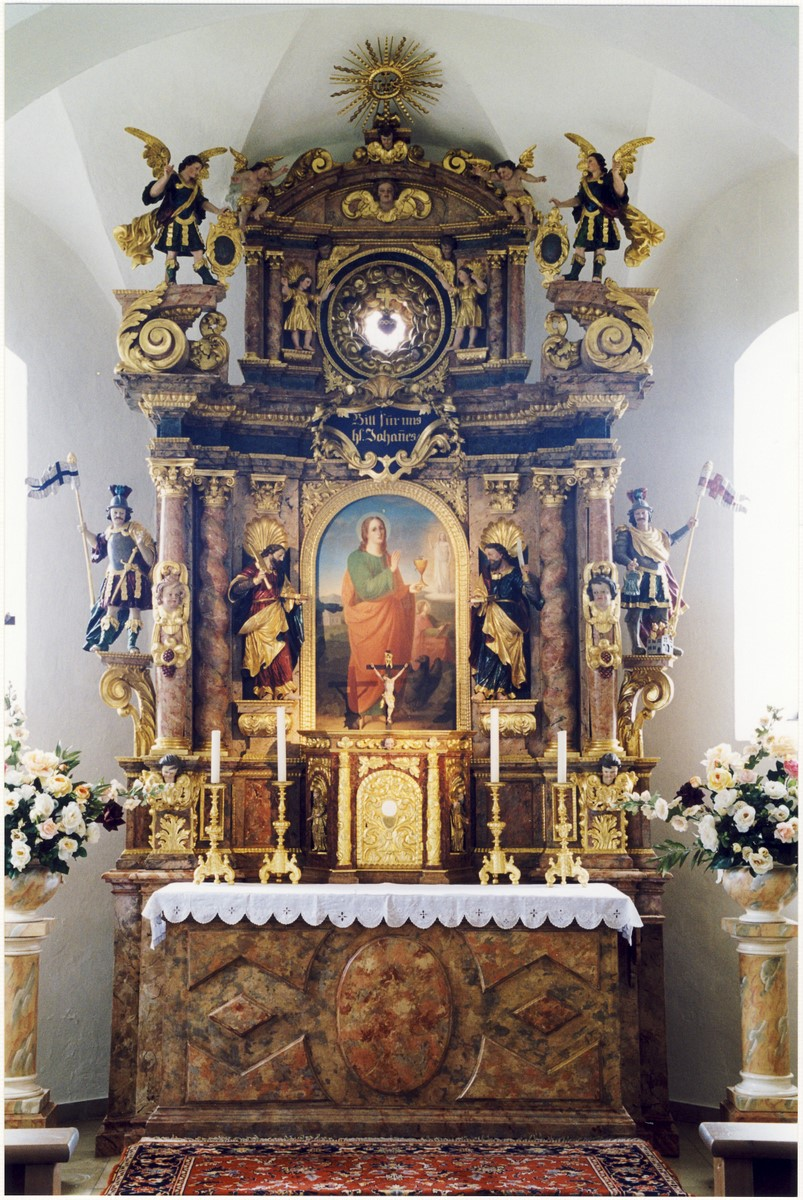
Hochaltar

Die Ausstattung der Kapelle ist außergewöhnlich harmonisch und reichhaltig. Die Altäre aus der Entstehungszeit des Kirchleins werden der Werkstatt des Nikolaus Babel zugeschrieben. Der Hochaltar ist durch einen Auszug über sechs Säulen gegliedert. Im oberen Teil, vor dem östlichen Fenster, ermöglicht eine Glorie durch Wolkenkränze mit Engelköpfchen hindurch den Blick in den geöffneten Himmel. Das Altarbild des Kirchenpatrons St. Johannes Evangelist wird durch die Skulpturen von St. Bartholomäus, dem Namenspatron der beiden größten Stifter, und Jakobus d. Ä., dem Bruder des Evangelisten, eingerahmt. Seitlich außen stehen die Figuren von St. Florian, Beschützer vor Brandgefahr, und St. Georg, dem Schirmherrn der Pferde.
Die beiden Seitenaltäre sind gleichfalls reich dekoriert. Die Altarbilder, die Heilige Familie und der Hl. Antonius von Padua, werden dem jungen Johann Heel zugeschrieben. Ihnen zur Seite stehen auf beiden Altären die Schutzheiligen vor Pest und Seuchen, die Hll. Sebastian und Rochus. Die Herkunft der Figuren im Rokokostil ist nicht gesichert, sie sollen aus der Werkstatt des Peter Heel stammen. Weitere Barockfiguren befinden sich auf Konsolen, im Chor eine Himmelskönigin von Georg Bayrhoff um 1700 sowie St. Joachim und St. Anna, letztere müssen wieder Peter Heel zugeschrieben werden. Ein gotischer St. Johannes Evangelist um 1480/90 und an der Langhaussüdwand eine Kreuzigungsgruppe mit einem Kruzifixus von Peter Heel ergänzen die prächtige Ausstattung. Die beiden Assistenzfiguren stammen wohl von Maximilian Hitzelberger.

## Brauchtum
Der Pfrontener Chronist Liborius Scholz berichtet, dass am 11. November 1723 (nach anderer Lesart am Weihnachtsabend) in Röfleuten zwölf Häuser abgebrannt seien. Die Feuersbrunst sei durch den unvorsichtigen Umgang mit einem Schmalzlicht in Hs.-Nr. 140 „bei Quinte“ ausgebrochen. „Seit jener Zeit halten die beiden Orte [Röfleuten und Halden] einen eigenen Feiertag mit Gottesdienst am heiligen Christabend zum Schutze gegen Feuersgefahr.“ Diese sogenannte Feuermesse wird noch immer alljährlich gelesen.
Eine weitere Gefahr drohte den beiden Ortsteilen früher durch Wildbäche, die vom Edelsberg herabliefen. Bei Hochwasser wurden immer wieder Grundstücke von Häusern schwer beschädigt, so dass sie in der Steuer gemindert werden mussten. Zur Abwehr gegen Wasserschäden wanderten deshalb die Röfleuter immer am Pfingstabend zur Wallfahrtskirche Maria Trost auf dem Wanker Berg bei Nesselwang.